# Gundlachia
Die Gattung Gundlachia gehört zur Familie der Tellerschnecken (Planorbidae). Es sind nur wenige Millimeter lange Schnecken mit einer napfförmigen Schale. Die Gattung umfasst gut 10 Arten, die im Süßwasser verschiedener Kontinente leben. 

## Merkmale
Die Tiere sind napfförmig und besitzen eine zur Wasserlunge umgebildete Mantelhöhle, aus der der Sauerstoff direkt aus der Wasserphase entnommen wird. Zur zusätzlichen Oberflächenvergrößerung dient die Ausbildung einer sekundären Kieme in der Mantelhöhle. Die Schnecken müssen daher nicht zum Atmen an die Wasseroberfläche kommen.

## Verbreitung
Die Gattung kommt zur Hauptsache in Süd- bis Mittelamerika vor. Zahlreiche Funde in anderen Regionen werden heute anderen Gattungen zugeordnet.

## Systematik
Die Gattung wurde von Pfeiffer zu Ehren des deutsch-kubanischen Naturforschers Juan Gundlach benannt.
Früher wurde die Gattung in die inzwischen aufgelöste Familie Ancylidae gestellt (nun die Unterfamilie Ancylinae der Planorbidae). Nach der Datenbank MolluscaBase sind noch 12 Arten taxonomisch anerkannt (Stand 2022).
- Gundlachia bakeri Pilsbry, 1914. Südamerika
- Gundlachia crepidulina Guppy, 1872. Einziger Fund auf der Insel Trinidad, Karibik.
- Gundlachia hinkleyi B. Walker, 1917. Mittelamerika, eventuell auch Nordamerika
- Gundlachia hjalmarsoni L. Pfeiffer, 1858. Mittel- bis südliches Nordamerika (bis zum Grenzfluss Rio Grande, Texas).
- Gundlachia hubendicki Brandt, 1974. Thailand. Vermutlich synonym zu Ferrissia fragilis  (Tryon, 1863).[3]
- Gundlachia leucaspis (Ancey, 1901). Südamerika (Brasilien)
- Gundlachia lutzi B. Walker, 1925. Südamerika (Brasilien)
- Gundlachia radiata (Guilding, 1828) (syn. Gundlachia ancyliformis Pfeiffer, 1849, die Typusart der Gattung). Amerika (von Argentinien im Süden bis Texas und Georgia im Norden).
- Gundlachia saulcyana (Bourguignat, 1853). Südamerika.
- Gundlachia textilis (Guppy, 1871). Einziger Fund auf der Insel Trinidad, Karibik.
- Gundlachia ticaga (Ev. Marcus & Er. Marcus, 1962). Südamerika (Brasilien, Argentinien)